# Христо Стоянов (писател)
Вижте пояснителната страница за други личности с името Христо Стоянов.
Христо Недков Стоянов е български поет, писател, публицист, драматург и преводач. Почетен гражданин на Габрово от 1 ноември 2021 г.

## Биография
Роден е на 20 декември 1956 г. в Габрово. През 1969 г. се преселва с майка си в Смолян. След завършване на ІХ клас с пълно отличие прекъсва училище и започва работа като тежко физически работник – докер, монтажник в Девня, стомановар, вагрянкаджия, леяр-формовчик в Кремиковци, кранист. През това време се самообразова и впоследствие започва да превежда поезия от виетнамски, руски и сръбски език.
Собственик на издателство „Hri100“.
От 2005 г. живее във Варна.
Кандидат за народен представител за L народно събрание през 2024 година от ПП ГЕРБ.
През май 2019 г. той завещава на Габрово богатата си колекция от над 400 графики, 1600 маслени платна и 350 скулптури – от стари майстори и съвременни автори. Сред тях са творби на Владимир Димитров – Майстора, Златю Бояджиев, Светлин Русев, Максим Бояджиев, Сули Сеферов, Кирил Божков, Александър Райков, Тома Трифоновски, Веселин Дамянов – Вес, Иван Узунов, Ивайло Мирчев, Вихра Григорова, Иван Димов, Петър Мичев – Педро, Николай Добрев, Валентин Узунов, Вежди Рашидов, Кирил Мескин, Валентин Старчев, Димитър Рашков, Бойко Колев... Освен колекцията от произведения на изкуството, Христо Стоянов завещава и личната си библиотека от около 7 000 заглавия на габровската библиотека „Априлов – Палаузов“. Голяма част от нея са книги с автографи на Валери Петров, Йордан Вълчев, Любомир Левчев, Константин Павлов и др.

## Творчество
Първата му публикация е стихотворението „Литературно четене“ в списание „Пламък“ през 1976 г. През 1986 г. в издателство „Народна младеж“ излиза дебютната му стихосбирка „Шепа живот“.
След 1989 г. работи като журналист и писател на свободна практика. Издава още 6 стихосбирки – „Носталгия по варварите“, „Небесна каторга“, „Сатири-2“, „Сбогуване с пейзажа“, „Семейна тетрадка“. През 1992 г. излиза и първият му роман „Невръстни старци“ под псевдонима Крис Стоун.
През 1999 г. излиза „Скритият живот на една помакиня“, заради която Прокуратурата на Република България образува следствено дело. Според корицата на 18-о издание на книгата вестник „24 часа“ го нарича „Българският Салман Рушди“. Следват още няколко романа: „Копелето – евангелие от Юда“, „Другият В. Левский“, „Аз, доносчикът“, „Улица „Смърт“, „Разпад“ и мемоарният роман в две части – „До СтрасТбург и назад“ и „Глутница за единаци“.
Издадени са и негови книги с разкази и есета: „Разкази по България“, „Предупреждения по България“, „Протестните деца на България“, „Сериозно за България“, „Ами това е“.
Стихотворения и разкази от Христо Стоянов са преведени на английски, руски и унгарски език.
В романа „Другият В. Левский“ той разказва за Васил Левски през очите на майка му Гина, която не може да спре да мисли за това как синът ѝ е убил 14-годишно момче чираче от страх да не бъде предаден.
Известен е с критичните си статии, насочени срещу успешни поети и писатели негови съвременници, като Кристин Димитрова и Георги Господинов. За собственичката на издателство „Жанет 45“ казва: „Божана Апостолова е като ЦК на БКП в литературата днес“.